# Selektoda

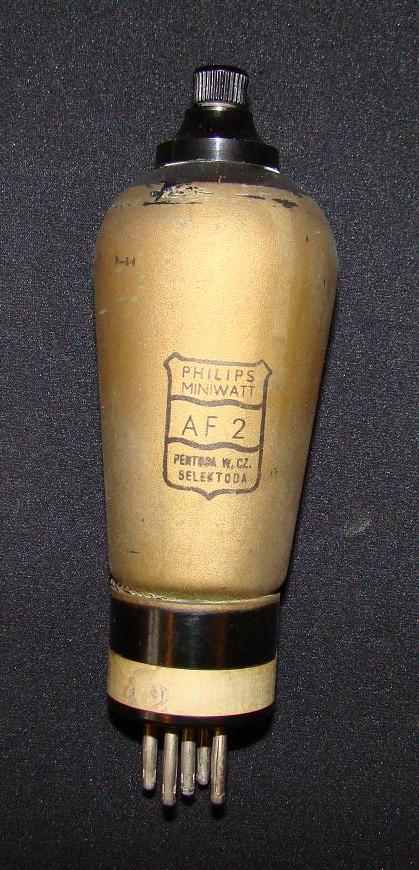
Selektoda AF2 produkowana w polskich zakładach Philipsa

Selektoda (inaczej: lampa regulacyjna) – lampa elektronowa napięciowa (w odróżnieniu do lamp mocy) o regulowanym nachyleniu charakterystyki. Nachylenie to zmienia się w szerokim zakresie w zależności od punktu pracy. Zmiana nachylenia charakterystyki jest możliwa dzięki temu, iż siatka sterująca posiada obszary o różnej gęstości. Lampa ta stosowana była powszechnie w układach wzmacniaczy wielkiej częstotliwości, w szczególności pośredniej częstotliwości odbiorników radiowych i telewizyjnych, z uwagi na możliwość regulacji wzmocnienia (ARW). Niekiedy stosowano także selektody małej częstotliwości, np. w układach automatycznej regulacji poziomu zapisu magnetofonów.
Selektody konstruowano jako triody (np. EC95, EC97, PC900); tetrody (np. E445, E455, RENS1214); pentody (np. E447, AF2, 6K7, EF89, 2K2M) oraz heksody (np. E449, AH1, EH2).